# Marco Arzilli
Marco Arzilli (* 23. Februar 1971 in San Marino) ist ein Politiker aus San Marino. Er war von 2008 bis 2016 Minister für Industrie, Handwerk und Handel (Segretario di Stato per l'Industria, l'Artigianato ed il Commercio) von San Marino.

## Leben
Arzilli ist Certified Diamond Grader des Diamond High Council. Bis 2008 war er Geschäftsführer im Familienunternehmen, der im Schmuckhandel tätigen G. Arzilli s. a. Von 2002 bis 2008 war er Präsident der Unione Sammarinese Commercianti.
Zuerst in der Partito Democratico Cristiano Sammarinese politisch aktiv, gehörte Arzilli 2006 zu den Gründern von Noi Sammarinesi, für die er bei den Parlamentswahlen 2006 den einzigen Sitz im Consiglio Grande e Generale errang. Bei den Wahlen 2008 wurde er auf der Lista delle Libertà – dem Zusammenschluss von Noi Sammarinese und Nuovo Partito Socialista – erneut in den Consiglio Grande e Generale gewählt. Bei den Wahlen 2012 zog Arzilli auf der gemeinsamen Liste von PDCS und Noi Sammarinese erneut ins Parlament ein. Bei der Wahl 2016 kandidierte Arzilli auf der Liste von Sammarinesi – einem Zusammenschluss von Noi Sammarinesi und Sammarinesi Senza Confine – die jedoch an der Sperrklausel von 3,5 % scheiterten.
2006 war Noi Sammarinese in der Opposition, Arzilli gehörte dem Außen-, Finanz-, Justiz- sowie Sozial- und Umweltausschuss an und war Mitglied der san-marinesischen Gruppe in der Interparlamentarischen Union. Bei der Wahl 2008 war Noi Sammarinese Teil des Bündnisses Patto per San Marino, das die Regierung stellte. Arzilli wurde Minister für Industrie, Handwerk und Handel (Segretario di Stato all'Industria, Artigianato, Commercio). Bei den Wahlen 2012 trat das Bündnis PDCS–Noi Sammarinese als Teil der siegreichen Koalition San Marino Bene Comune an. Arzilli wurde erneut Minister für Industrie, Handwerk, Handel, Transport, Forschung und Technik (Segretario di Stato Industria, Artigianato, Commercio. Trasporti  e Ricerca tecnologica). Am 11. Dezember 2015 wurde ein von 13 Oppositionsabgeordneten beantragtes Misstrauensvotum mit 32 zu 18 Stimmen im Consiglio Grande e Generale abgelehnt.
Arzilli ist verheiratet und hat zwei Kinder. Er ist der Sohn von Giuseppe Arzilli, dreimaliger Capitano Reggente.

## Ehrungen
Marco Arzilli wurde 2014 mit dem Großkreuz des Verdienstordens der Italienischen Republik ausgezeichnet.